# Oenochroma vinaria
Oenochroma vinaria är en fjärilsart som beskrevs av Achille Guenée 1858. Oenochroma vinaria ingår i släktet Oenochroma och familjen mätare. Inga underarter finns listade i Catalogue of Life.

## Bildgalleri

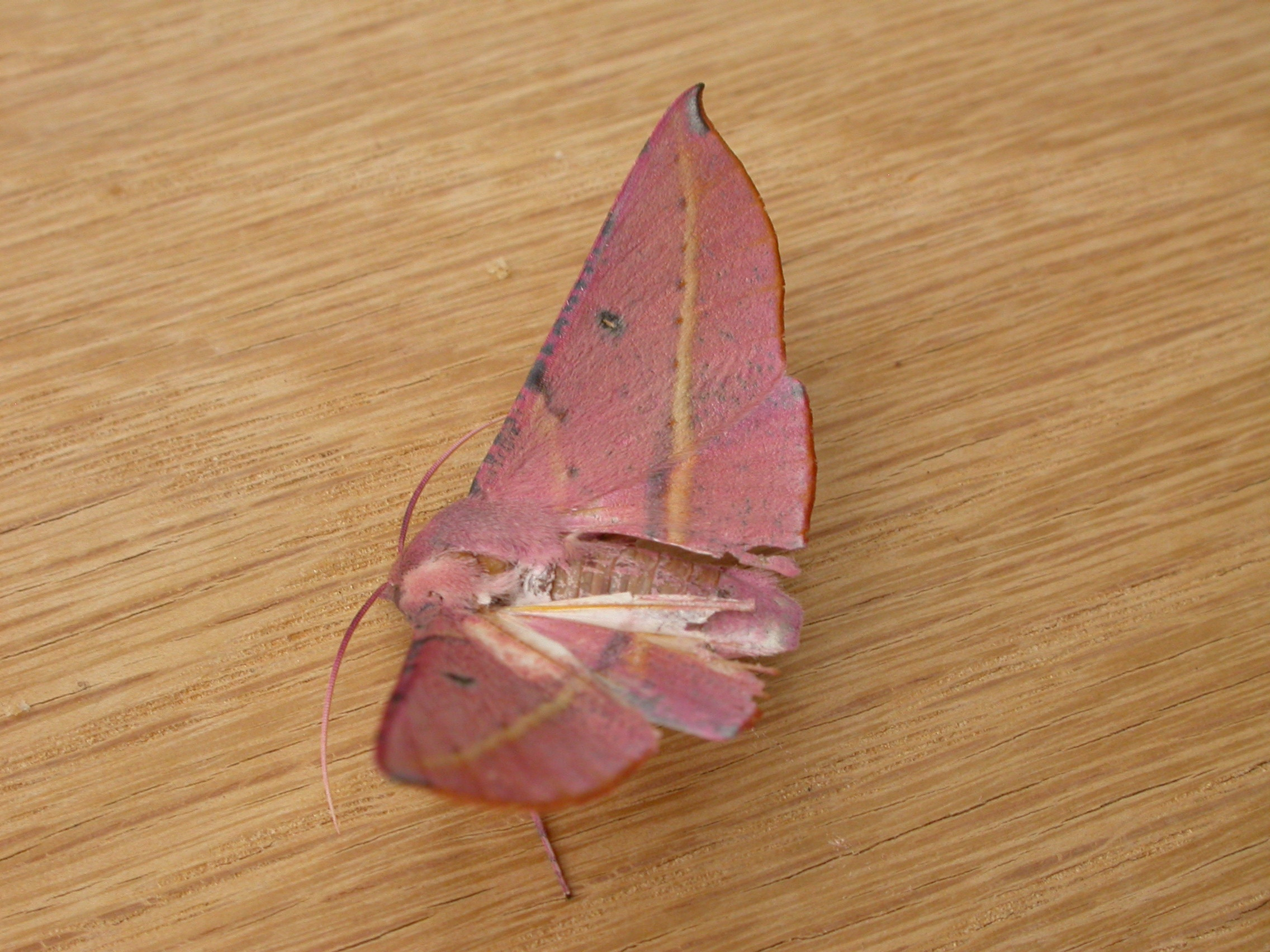